# Łomianki (gmina)
Łomianki (do 1951 część gminy Młociny i do 1954 gminy Cząstków) – gmina miejsko-wiejska w Polsce w województwie mazowieckim, w powiecie warszawskim zachodnim. W skład gminy wchodzi 9 sołectw.
W latach 1975–1998 gmina położona była w województwie warszawskim, a do 1975 w powiecie nowodworskim.
Siedziba gminy to Łomianki.
30 czerwca 2010 r. gminę zamieszkiwało 23 769 mieszkańców, z czego 16 519 miasto Łomianki i 7250 część wiejską. Natomiast według danych z 31 grudnia 2017 roku gminę zamieszkiwało 26 229 osób. Według danych z 31 grudnia 2019 roku gminę zamieszkiwały 27 203 osoby.

## Położenie
Miasto i gmina Łomianki położone są 14 km od centrum Warszawy przy drodze krajowej nr 7 Warszawa – Gdańsk (ul. Kolejowa).
Łomianki graniczą od północy przez Wisłę z miejscowościami Jabłonna i Rajszew z gminy Jabłonna, i osiedlem Nowodwory w warszawskiej dzielnicy Białołęka, od wschodu z osiedlem Młociny w warszawskiej dzielnicy Bielany, od południa z Kampinoskim Parkiem Narodowym, miejscowościami Laski, i Sieraków z gminy Izabelin, zaś od zachodu ze sołectwami Pieńków oraz Izabelin-Dziekanówek z gminy Czosnów.
Znaczna część Łomianek leży na terenie zalewowym w starorzeczu Wisły, w którym znajdują się m.in. jeziora: Pawłowskie, Fabryczne, Wiejskie, Kiełpińskie, Dziekanowskie i Ostrowskie.

## Historia

### 1951–1954
Gmina Łomianki została utworzona po raz pierwszy 15 maja 1951 w powiecie warszawskim w warszawskim, w związku z włączeniem połowy obszaru gminy Młociny do Warszawy i równoczesnym przekształceniu obszaru, który nie wszedł w skład Warszawy gminę Łomianki z siedzibą w Łomiankach (Starych). W skład gminy Łomianki weszły gromady:

- Buraków,
- Dąbrowa,
- Kępa Kiełpińska,
- Kiełpin,
- Kiełpin Poduchowny,
- Laski,
- Łomianki,
- Łomianki Dolne,
- Łomianki Górne,
- Mościska.

1 lipca 1952 od gminy Łomianki odłączono gromady Laski i Mościska, włączając je do nowo utworzonej gminy Izabelin w nowo utworzonym powiecie pruszkowskim. Równocześnie gminę Łomianki włączono do nowo utworzonego powiatu nowodworskiego w tymże województwie, w związku ze zniesieniem powiatu warszawskiego.
Gminę zniesiono 29 września 1954 wraz z reformą wprowadzającą gromady w miejsce gmin:

### Od 1973
Gminę Łomianki reaktywowano 1 stycznia 1973 w powiecie nowodworrskim w związku kolejną reformą administracyjną kraju, lecz o innych granicach. W jej skład weszło 14 sołectw:

- Buraków,
- Dąbrowa,
- Dąbrowa Leśna,
- Dziekanów Leśny,
- Dziekanów Nowy,
- Dziekanów Polski,
- Kępa Kiełpińska,
- Kiełpin,
- Kiełpin Poduchowny,
- Łomianki,
- Łomianki Dolne,
- Łomianki Górne,
- Sadowa i
- Sadówka (Sadowa).

W sumie nowa gmina Ożarów Mazowiecki objęła obszary (częściowo) dawnych gmin: Młociny (1951–1954 Łomianki) i Cząstków.
W latach 1975–1998 gmina położona była w stołecznym województwie warszawskim.
1 stycznia 1989 utworzono miasto Łomianki z obszarów należących do sześciu wsi:
| Wieś               | Powierzchnia (ha) | Obszar         |
| ------------------ | ----------------- | -------------- |
| Buraków            | 114,06            | główna część   |
| Dąbrowa            | 360,18            | większa część  |
| Kiełpin Poduchowny | 6,01              | mała część     |
| Łomianki (Stare)   | 116,07            | główna część   |
| Łomianki Dolne     | 37,02             | mniejsza część |
| Łomianki Górne     | 182,66            | w całości      |

1 stycznia 1992 gminę Łomianki i miasto Łomianki połączono w jedną gminę miejsko-wiejską.
Od reformy 1 stycznia 1999 gmina Łomianki należy do powiatu warszawskiego zachodniego w województwie mazowieckim.

## Struktura powierzchni
Według danych z roku 2002 gmina Łomianki ma obszar 38,06 km², w tym:
- użytki rolne: 51%
- użytki leśne: 16%

Gmina stanowi 7,14% powierzchni powiatu.

## Demografia

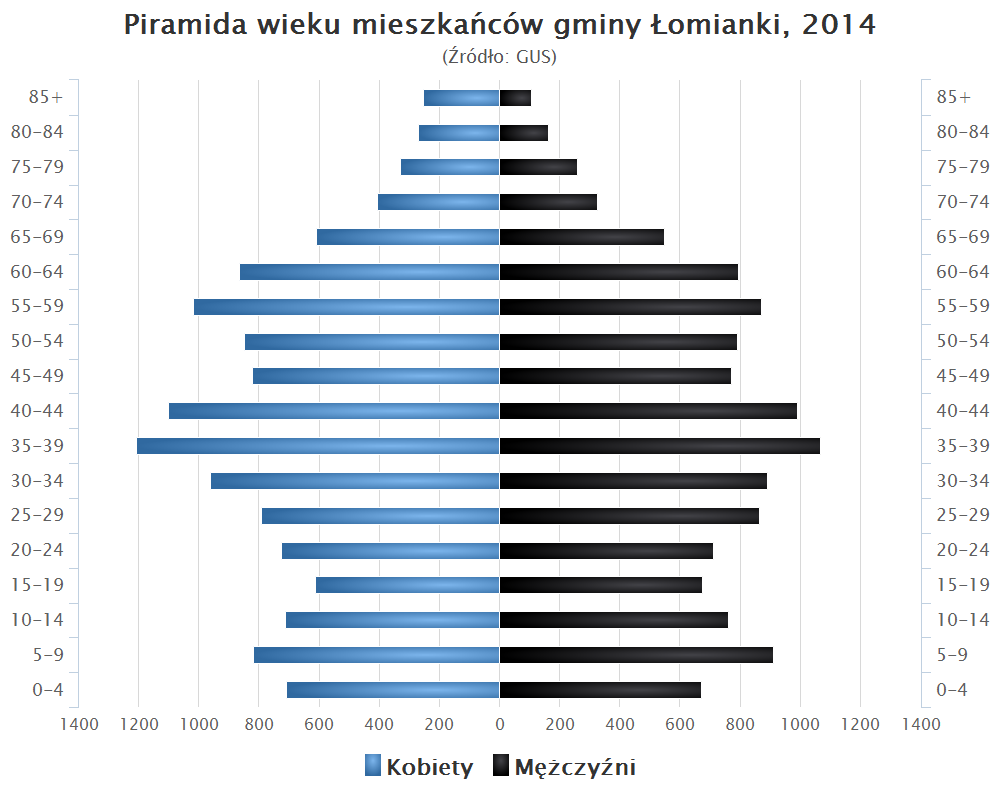
Piramida wieku mieszkańców gminy Łomianki w 2014 roku

Dane z 31 grudnia 2008:
| \| Opis \| Ogółem \| Ogółem \| Mężczyźni \| Mężczyźni \| Kobiety \| Kobiety \| \| --------------------------------- \| ------ \| ------ \| --------- \| --------- \| ------- \| ------- \| \| Jednostka \| osób \| % \| osób \| % \| osób \| % \| \| Populacja \| 23 155 \| 100 \| 11 239 \| 48,5 \| 11 916 \| 51,5 \| \| Gęstość zaludnienia [mieszk./km²] \| 608,38 \| 608,38 \| 295,3 \| 295,3 \| 313,1 \| 313,1 \| |        |        |           |           |         |         |
| Opis | Ogółem | Ogółem | Mężczyźni | Mężczyźni | Kobiety | Kobiety |
| Jednostka | osób   | %      | osób      | %         | osób    | %       |
| Populacja | 23 155 | 100    | 11 239    | 48,5      | 11 916  | 51,5    |
| Gęstość zaludnienia [mieszk./km²] | 608,38 | 608,38 | 295,3     | 295,3     | 313,1   | 313,1   |

## Edukacja i nauka

### Instytucje naukowe
- Centrum Badań Ekologicznych PAN w Dziekanowie Leśnym (do 2002 Instytut Ekologii PAN), ul. M. Konopnickiej 1

### Uczelnie
- Wyższa Szkoła – Nowa Edukacja w Łomiankach, ul. S. Staszica 2

### Szkoły
- Publiczne Liceum Ogólnokształcące im. Karola Wojtyły w Łomiankach, ul. S. Staszica 2
- Niepubliczne Liceum Ogólnokształcące Nr 71 Szkoła Mistrzostwa Sportowego Polskiego Związku Koszykówki w Łomiankach, ul. S. Staszica 2
- Zespół Szkół w Dziekanowie Leśnym – Gimnazjum nr 2 im. Jacka Kuronia, ul. por. Fr. Akinsa 6
- Zespół Szkół w Dziekanowie Leśnym – Szkoła Podstawowa im. Marii Konopnickiej, ul. por. Fr. Akinsa 6
- Szkoła Podstawowa nr 1 im. Marii Kownackiej, Łomianki, ul. Warszawska 73
- Niepubliczna Szkoła Podstawowa „Moja Szkoła” im. Wandy Chotomskiej, Łomianki, ul. Równa 26
- Szkoła Podstawowa im. Adolfa Pilcha ps. Góra-Dolina w Dziekanowie Polskim, ul. Rolnicza 435
- Szkoła Podstawowa im. Jadwigi i Romana Kobendzów w Sadowej, ul. Strzelecka 35
- Prywatna Szkoła Podstawowa z Oddziałami Przedszkolnymi „Pro Futuro” w Łomiankach, ul. Warszawska 141
- Niepubliczna Szkoła Muzyczna o statusie szkoły publicznej, ul. Warszawska 73
- Prywatna Szkoła Językowa „Smart Learning” w Łomiankach, ul. Warszawska 31

### Przedszkola
- Europejskie Przedszkole Niepubliczne „Dziecięca Planeta” w Łomiankach, ul. Działkowa 31
- Rodzinny Klub „Zig Zag” Łomiankach, ul. Pionierów 28a
- Punkt przedszkolny „Kidi Mini” w Łomiankach, ul. Wiślana 52
- Przedszkole Samorządowe nr 1 w Łomiankach, ul. Szpitalna 1,
- Przedszkole Samorządowe w Łomiankach, ul. Kolejowa 51
- Przedszkole Samorządowe w Dziekanowie Leśnym, ul. M. Konopnickiej 65
- Przedszkole Niepubliczne „Słoneczko” w Łomiankach, ul. Warszawska 126
- Przedszkole Niepubliczne Zgromadzenia Córek Maryi Wspomożycielki im. Aniołów Stróżów w Łomiankach, ul. Warszawska 152
- Przedszkole Niepubliczne Zgromadzenia Sióstr Niepokalanego Poczęcia Najświętszej Marii Panny w Łomiankach, ul. Jana III Sobieskiego 2
- Polsko-Angielskie Przedszkole Niepubliczne „THE TREEHOUSE” w Łomiankach, ul. J. Kusocińskiego 3a
- Niepubliczne Przedszkole Promujące Zdrowie „Szkrab” w Łomiankach, ul. Szpitalna 12a
- Przedszkole Niepubliczne „Domowe Przedszkole w Krainie Fantazji” w Łomiankach, ul. Równa 26
- Przedszkole Akademia Małego Człowieka w Łomiankach Dolnych, ul.Brzegowa 8d
- Klub Malucha Krasnal, ul. Zielona 31d
- Bajkowa Chatka, ul. 1 Maja 4a
- Przedszkole Niepubliczne, ul. Kalinowa 8

## Wyznania religijne

### Katolicyzm

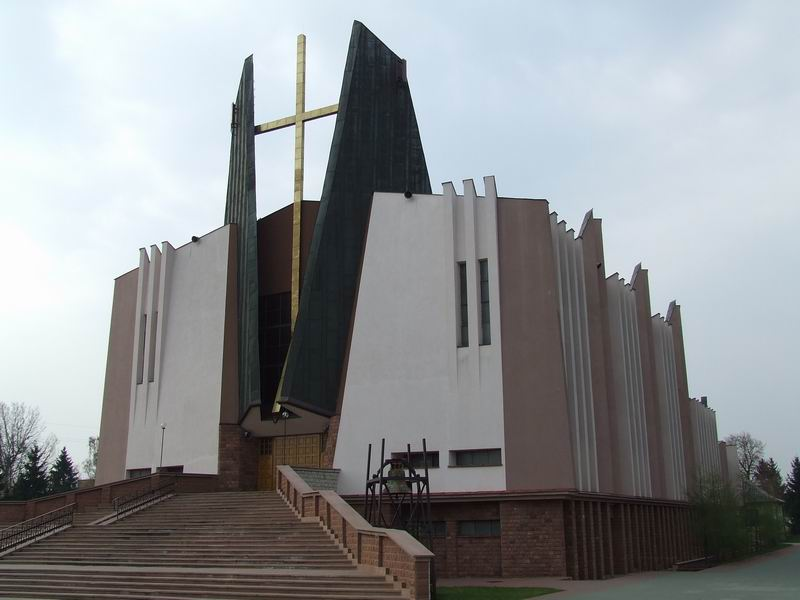
Kościół św. Małgorzaty

Na terenie miasta i gminy Łomianki działają 4 parafie rzymskokatolickie archidiecezji warszawskiej, dekanatu kampinoskiego. Parafie te to:
- Parafia pw. św. Małgorzaty z Antiochii Pizydyjskiej w Łomiankach, os. Łomianki Górne,
- Parafia pw. św. Marka Ewangelisty w Łomiankach, os. Dąbrowa Leśna,
- Parafia pw. bł. Marceliny Darowskiej w Łomiankach, os. Buraków,
- Parafia pw. Matki Bożej Królowej Rodzin w Dziekanowie Leśnym.

Oprócz parafii działają tu także klasztor Augustianów (os. Buraków), Dom Zakonny Towarzystwa Chrystusowego dla Polonii (Łomianki), a 2 przedszkola prowadzone są przez siostry zakonne ze Zgromadzenia Sióstr Niepokalanego Poczęcia Najświętszej Marii Panny (Siostry Niepokalanki) oraz ze Zgromadzenia Córek Maryi Wspomożycielki (Siostry Salezjanki). Na terenie Instytutu Badań nad Rodziną UKSW znajduje się także kaplica. W Kiełpinie przy ul Rolniczej 219 od 2004 roku działa też dom prowincjalny
Zgromadzenia Najświętszych Serc, przy którym powstała półpubliczna kaplica bł. Damiana.

### Inne wyznania
Inne wyznania nie mają obecnie swoich świątyń na terenie miasta i gminy. W okresie przed II wojną światową istniała tu synagoga i kaplica ewangelicka, co miało związek ze składem etnicznym miejscowej ludności. Po wojnie jedynym śladem po ewangelikach są jedynie 3 cmentarze – w Dąbrowie Zachodniej, Dziekanowie Leśnym i Kępie Kiełpińskiej.

## Festyny
Gmina i radni osiedli organizują co roku festyn z okazji Dni Łomianek (koniec czerwca), imprezy w ogródku jordanowskim, częste festyny na placu zabaw w Kiełpinie itd. Poza tym w Łomiankach działa Klub Jeździecki Wilczeniec – miejsce częstych imprez firmowych, także wykorzystywany jako plener filmowy. Jazz Cafe Łomianki jest częstym miejscem koncertów muzyków, nie tylko jazzowych. W Łomiankach odbywają się także Tarasowe Spotkania Kabaretowe w tzw. Żółtym Domku u Tygryska (4-5 kabaretów rocznie).
Pod koniec września co roku odbywa się rekonstrukcja historyczna walk, jakie toczyły się na przedpolach Warszawy w kampanii wrześniowej.

## Prasa
W Łomiankach wychodzi prasa lokalna – bezpłatny dwutygodnik Gazeta Łomiankowska wydawany przez Urząd Miasta Łomianki, gazeta bezpłatna Echo Łomianek i Bielan, a także tygodnik Życie Łomianek. Bliskość Warszawy sprawia, że można tu też nabyć prasę warszawską.

## Miejscowości

Miasto i gmina Łomianki:
- kolorem jasnozielonym zaznaczono sołectwa gminy
- kolorem khaki zaznaczono obszar miasta

Na terenie gminy znajdują się miejscowości podstawowe i ich części:
- Łomianki – miasto,
  - Łomianki Centralne – niestandaryzowana część miasta
  - Łomianki Górne – część miasta
  - Prochownia – niestandaryzowana część miasta
  - Stare Łomianki – niestandaryzowana część miasta
- Dąbrowa – wieś,
- Dziekanów Leśny – wieś, sołectwa Dziekanów Leśny i Dziekanów Bajkowy
- Dziekanów Nowy – wieś
- Dziekanów Polski – wieś
- Kępa Kiełpińska – wieś
- Kiełpin – wieś
  - Kiełpin-Posilany – niestandaryzowana część wsi
- Kiełpin Poduchowny – wieś
- Łomianki Dolne – wieś
- Sadowa – wieś
  - Sadówka – niestandaryzowana część wsi

## Sołectwa i osiedla
Podział gminy na jednostki pomocnicze gminy nie odpowiada podziałowi na miejscowości.
| Osiedle               | Miejscowości       |
| --------------------- | ------------------ |
| Buraków               | Łomianki           |
| Dąbrowa Leśna         | Dąbrowa            |
| Dąbrowa Rajska        | Dąbrowa            |
| Dąbrowa Zachodnia     | Łomianki i Dąbrowa |
| Łomianki Baczyńskiego | Łomianki           |
| Łomianki Centralne    | Łomianki           |
| Łomianki Fabryczne    | Łomianki           |
| Łomianki Górne        | Łomianki           |
| Łomianki Majowe       | Łomianki           |
| Łomianki Pawłowo      | Łomianki           |
| Łomianki Powstańców   | Łomianki           |
| Łomianki Prochownia   | Łomianki           |
| Łomianki Równoległa   | Łomianki           |
| Łomianki Stare        | Łomianki           |
| Łomianki Trylogia     | Łomianki           |

| Sołectwo          | Miejscowości                               |
| ----------------- | ------------------------------------------ |
| Dziekanów Bajkowy | Dziekanów Leśny                            |
| Dziekanów Leśny   | Dziekanów Leśny, Dziekanów Polski, Kiełpin |
| Dziekanów Nowy    | Dziekanów Nowy                             |
| Dziekanów Polski  | Dziekanów Polski                           |
| Kiełpin           | Dziekanów Polski                           |
| Kępa Kiełpińska   | Kępa Kiełpińska                            |
| Łomianki Chopina  | Łomianki Dolne                             |
| Łomianki Dolne    | Łomianki Dolne                             |
| Sadowa            | Dziekanów Polski, Sadowa                   |

## Sąsiednie gminy
Czosnów, Izabelin, Jabłonna, m.st. Warszawa